# Блажчук, Трофим Петрович
Трофим Петрович Блажчук (Огневик) (14 (27) апреля 1904 — 10 сентября 1940) — советский украинский поэт, журналист.

## Биография
Трофим Блажчук (литературный псевдоним — Огневик) родился 14 (27 по новому стилю) апреля 1904 года в селе Дзвониха (в настоящее время Тывровский район, Винницкая область) в крестьянской семье. Его родители — Пётр Иванович и Оксана Андреевна — работали на землях местного помещика Ярошинского. Блажчук учился в сельской церковно-приходской школе, продолжил обучение в Тывровском духовном училище. С 1922 года проходил в Виннице Высшие трёхлетние педагогические курсы имени И. Франка, там же увлёкся литературой и историей. В 1923 году Блажчук перевёлся в Каменец-Подольский институт народного образования. С 1924 года начал учёбу в Одесском институте народного образования, который окончил в 1926 году и вернулся в Тывров, чтобы преподавать и заниматься литературной деятельностью.
Блажчук был основателем и секретарём (март-октябрь 1924 года) Винницкого филиала Всеукраинского союза крестьянских писателей «Плуг». Дважды, в 1924 и 1926 годах, участвовал в первом и третьем съездах Союза крестьянских писателей. В 1935—1937 годах Блажчук работал учителем украинского языка в школах Тыврова и Сутисок, с 1937 года в Виннице — завуч в школе, впоследствии занимал должность инспектора Винницкого городского отдела народного образования.
Трофим Блажчук умер 10 сентября 1940 года от туберкулёза, которым заболел после переохлаждения вследствие инцидента, когда осенью 1939 года в Виннице трамвай, в котором он ехал, упал с моста в Южный Буг.

## Литературная деятельность
Активную литературную и журналистскую деятельность Блажчук начал в 1922 году. Писал лирические стихи, басни, юморески, фельетоны, переводы, статьи. Был корреспондентом сразу нескольких пролетарских газет — «Красное село», «Молодой незаможник», «Красный край», «Молодое село», а также тывровской районной газеты «Ударник соцстроительства» (нынешнее название — «Маяк»), основанной в марте 1932 года. Произведения Блажчука также печатались в альманахе «Плуг», журнале «Красные цветы», коллективном сборнике «Октябрьские цветы» (1926 год), в школьном украинском учебнике для 5—6 классов (1925 год). Подготовил к печати сборник собственных стихов.
Ведущая тема творчества Блажчука — социальные преобразования на Украине, участие молодёжи в них. Его стихи восхваляют «новую жизнь», им присуща типично «плуговская» возвышенность, призывность, широкое использование маршевых и песенных ритмов, новой советской лексики.

## Произведения
- Поезії Трохима Огневика. // Україна. — 1964. — № 27.
- Червоні квіти. Вірші та оповідання. — К.: Молодь, 1972. — С. 143.